# Biskupice (ort i Tjeckien, Olomouc)
Biskupice är en ort i Tjeckien.   Den ligger i regionen Olomouc, i den östra delen av landet, 210 km öster om huvudstaden Prag. Biskupice ligger 207 meter över havet och antalet invånare är 239.
Terrängen runt Biskupice är platt.Runt Biskupice är det ganska tätbefolkat, med 93 invånare per kvadratkilometer. Närmaste större samhälle är Olomouc, 15,1 km norr om Biskupice. Trakten runt Biskupice består till största delen av jordbruksmark.